# Methioninol
Methioninol ist eine chemische Verbindung aus der Gruppe der chiralen 1,2-Aminoalkohole. Methioninol kann aus der Aminosäure Methionin gewonnen werden, weshalb es zumeist, wie auch Methionin, enantiomerenrein in der (S)-Konfiguration vorliegt. Das Enantiomer (R)-Methioninol und das racemische (RS)-Methioninol besitzen nur geringe Bedeutung.

## Gewinnung und Darstellung
(S)-Methioninol kann durch Reduktion von (S)-Methionin mit Natriumborhydrid/Iod oder aus (S)-Methioninisopropylester mit Lithiumaluminiumhydrid hergestellt werden.

## Verwendung
(S)-Methioninol kann als Ligand in Komplexen von Kupfer, Palladium und Platin verwendet werden.